# Бур-д’Уэй
Бур-д’Уэ́й (фр. Bourg-d'Oueil, окс. Borg de Guelh) — коммуна во Франции, находится в регионе Юг — Пиренеи. Департамент — Верхняя Гаронна. Входит в состав кантона Баньер-де-Люшон. Округ коммуны — Сен-Годенс.
Код INSEE коммуны — 31081.

## География
Коммуна расположена приблизительно в 690 км к югу от Парижа, в 115 км к юго-западу от Тулузы.
По территории коммуны протекает река Нест-д’Уэй.

## Климат
Климат умеренно-океанический. Зима мягкая и снежная, весна характеризуется сильными дождями и грозами, лето сухое и жаркое, осень солнечная. Преобладают сильные юго-восточные и северо-западные ветры.

## Население
Население коммуны на 2010 год составляло 8 человек.
| 1962 | 1968 | 1975 | 1982 | 1990 | 1999 | 2010 |
| ---- | ---- | ---- | ---- | ---- | ---- | ---- |
| 36   | 21   | 18   | 21   | 19   | 10   | 8    |

## Администрация
| Период | Период | Фамилия          | Партия                  | Примечания |
| ------ | ------ | ---------------- | ----------------------- | ---------- |
| 1989   | 2001   | Проспер Балларен |                         |            |
| 2001   | 2011   | Мариус Балларен  | Социалистическая партия |            |
| 2012   | 2020   | Анри Жамм        |                         | фермер     |

## Экономика
В 2010 году среди 7 человек трудоспособного возраста (15—64 лет) 3 были экономически активными, 4 — неактивными (показатель активности — 42,9 %, в 1999 году было 100,0 %). Из 3 активных жителей работали 3 человека (3 мужчин и 0 женщин), безработных не было. Среди 4 неактивных 0 человек были учениками или студентами, 1 — пенсионером, 3 были неактивными по другим причинам.

## Фотогалерея
- Бур-д’Уэй
- Бур-д’Уэй
- Церковь Св. Власия
- Интерьер церкви Св. Власия
- Мэрия
- Крест
- Крест